# Qishan
Qishan (Manchu: ᡴᡳᡧᠠᠨ; Möllendorff: Kišan; Abkai: Kixan; ; 18 de enero de 1786 – 3 de agosto de 1854), de nombre de cortesía Jing'an, fue un noble mongol y mandarín de alto rango durante la dinastía Qing. Qishan sirvió al trono del dragón durante los reinados de los emperadores Jiaqing, Daoguang y Xianfeng como gobernador y virrey de diversas provincias chinas. Aunque de origen mongol, su familia estaba asimilada a la élite manchú que gobernaba China desde el siglo XVII, y eran miembros del prestigioso Estandarte Amarillo Plano de los ocho estandartes en los que se dividía la sociedad manchú.
Es conocido por su papel en la primera guerra del Opio (1839-1842), donde como comisario imperial negoció la fallida Convención de Chuanbi de 1840 con el ministro plenipotenciario británico Charles Elliot. Su fama póstuma en China fue la de un traidor, acusado (falsamente) de aceptar sobornos de los británicos a cambio de entregarles Hong Kong durante las fallidas conversaciones de paz de Chuanbi. A consecuencia de las acciones de Qishan, los británicos pudieron ocupar militarmente la isla de Hong Kong, que no abandonaron hasta 1997.

## Biografía
Qishan pertenecía a una familia mongola khalkha, y era miembro del clan Borjigit. Para cuando nació, siete generaciones de su familia habían servido al Imperio Qing, desde que su antepasado Enggeder, un señor de la guerra mongol khalkha, se unió a los manchú encabezados por los Qing, y recibió el rango hereditario de marqués de primera clase. Qishan heredaría este título de su ancestro. Su padre, Chengde (成德), había servido como general en Hangzhou y dutong (都統; comandante militar) en la provincia de Rehe.
En 1806, Qishan aprobó el examen imperial de entrada, y obtuvo el cargo de yinsheng (蔭生; o shengyuan 生員). Entró a trabajar en la función pública mandarina como yuanwailang (員外郎; director adjunto) del Ministerio de Justicia. En 1819 fue ascendido a xufu, gobernador provincial de Henan, pero fue posteriormente degradado a zhushi (主事) y puesto a cargo del mantenimiento de las obras hidráulicas en la zona del río Amarillo. Posteriormente, fue de nuevo ascendido, y sirvió como virrey de Liangjiang (1825-1827), de Sichuan (1829-1831) y de Zhili (1831-1840).
Como mandarín de alto rango, Qishan participó activamente en el debate interno que se prudujo en el gobierno Chino entre 1830 y 1839 en lo concerniente al tráfico de opio. En 1820, un mandarín de bajo rango llamado Wu Lanxiu había escrito un ensayo favorable a legalizar el opio en China, aduciendo que el tráfico de la droga era de facto imposible de controlar, que los adictos al opio apenas si suponían un prejuicio económico, y que legalizando el opio se pondría fin al desequilibrio de la balanza de pagos china. La propuesta de Wu Lanxiu había ido ganado tracción en la corte de Daoguang desde que en 1834, Xu Naiji, el viceministro de la Corte Imperial de Sacrificios en Pekín, dirigiera un memorial al emperador en el que defendía las tesis de Wu Lanxiu, y la legalización del opio.
Daoguang, favorable en principio a la medida, pidió en 1836 la opinión de los gobernadores provinciales. El entonces gobernador general de Cantón, Deng Tingzhen, apoyó la medida sin reservas, lo que parecía que iba a inclinar la balanza por la legalización del opio. Sin embargo, la medida se topó con la oposición frontal de Qishan y de Lin Zexu, gobernador de Hunan y Hubei. Qishan era partidario de la línea dura, que favorecía la prohibición total del opio, con duros castigos a traficantes y consumidores por igual.
Mientras Daoguang meditaba la medida, en 1836 envió una serie de edictos a Cantón, puerto de entrada del opio, en los que instruía a Deng Tingzhen para que impusiera severas medidas contra el tráfico. Otros gobernadores provinciales, con Qishan a la cabeza, siguieron el ejemplo. Mientras Den Tingzhen lanzaba una cruzada contra el opio en Cantón, Qishan se convirtió en su más famoso guerrero. Como virrey de Zhili, consiguió erradicar el tráfico y consumo de opio en la provincia por medio de redadas contra traficantes, fumaderos, y adictos. Se hizo famoso por el éxito de sus redadas contra el tráfico de opio, en las que confiscó 80 cofres de opio (unas 4,8 toneladas).

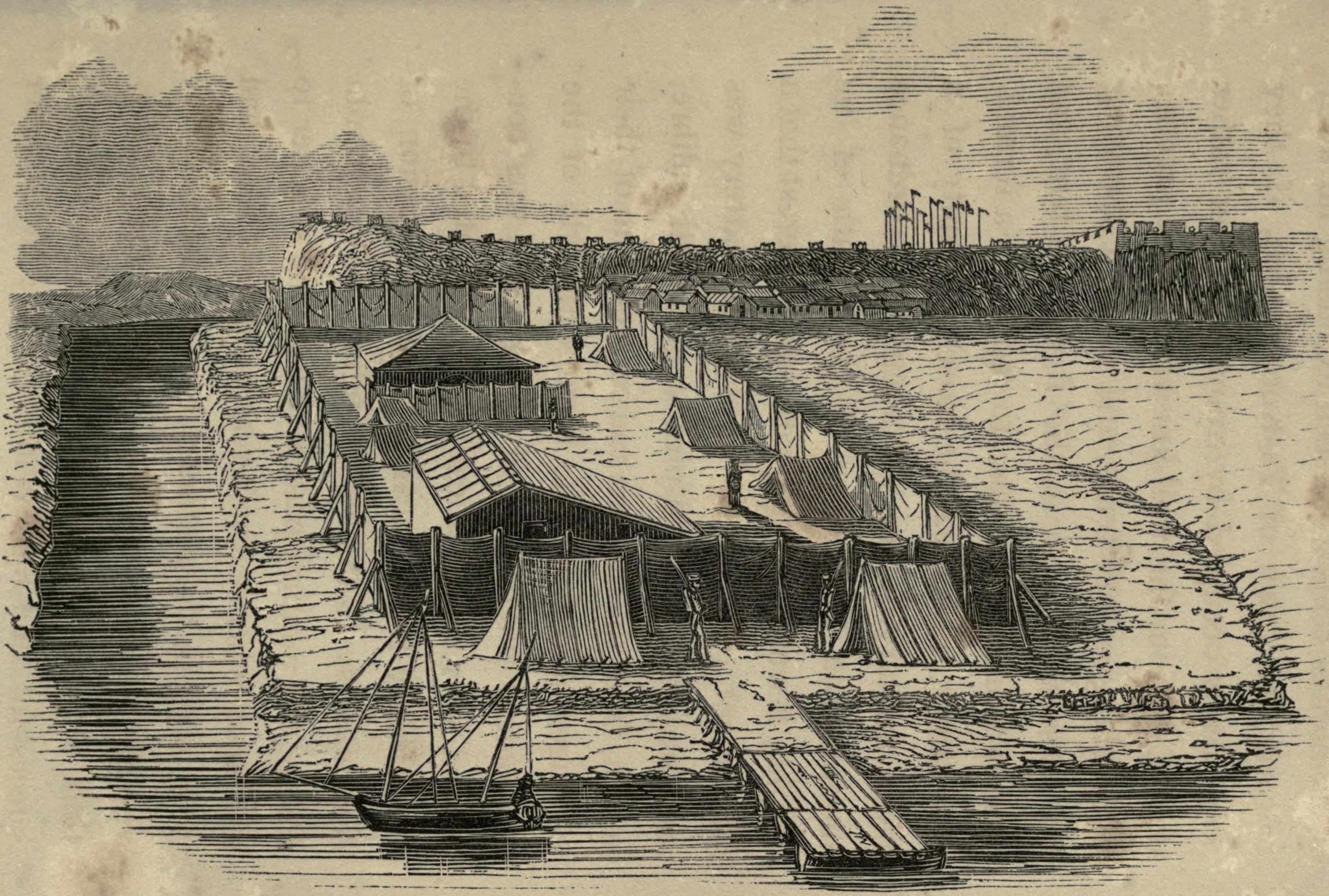
Campamento donde Qishan se reunió con Charles Elliot, el ministro plenipotenciario británico.

Disuadido por el éxito de Qishan de legalizar el tráfico de opio, en 1839 Daoguang decidió nombrar al otro adalid de la línea dura, Lin Zexu, comisario imperial en Cantón con plenos poderes para erradicar el tráfico de opio. Ese mismo año, Lin Zexu se entrevistó con Qishan, quien le ofreció consejos prácticos para acometer su tarea.
Las medidas draconianas que Lin Zexu impuso para erradicar el tráfico de opio en Cantón, incluyendo la confisfación de más de 20.000 cofres de opio, condujeron al estallido de la primera guerra del Opio en 1839. Cuando la escuadra británica amenazó los fuertes de Taku en el estuario del río Hai, y ante el riesgo de que los británicos atacaran Tientsin o incluso Pekín, Daoguang destituyó a Lin Zexu, a quien culpaba del conflicto por la dureza de sus medidas, y nombró a Qishan virrey de Liangguang (actuales provincias de Guangdong y Guangxi), a fin de que pusiera fin al conflicto.
Luego de ser testigo de la superioridad naval de los británicos, Qishan se entrevistó con Charles Elliot, el ministro plenipotenciario británico, en la costa cercana a Tientsin, y entabló conversaciones con el mismo para conseguir que los británicos depusieran las armas. Qishan dijo simpatizar con él, aduciendo que toda la corte culpaba a Lin Zexu y su mano dura de la situación, y que estaban más que dispuestos a ofrecer reparaciones a los británicos. Qishan pidió a Charles Elliot que se retirara de vuelta a Cantón, donde él mismo se dirigía por tierra a fin de tomar posesión de su nuevo puesto, y donde podrían entablar
Deseoso de terminar el conflicto, Charles Elliot accedió a retornar a Cantón, y la escuadra británica se retiró de Taku de vuelta al sur de China. Qishan y Elliot se volvieron a entrevistar en Chuanbi (穿鼻; actual Humen, en Guangdong) donde entablaron conversaciones de paz. El 20 de enero de 1841, Elliot y Qishan llegaron a un acuerdo, y firmaron la Convención de Chuanbi. La Convención establecía que el Imperio Qing indemnizaría al Reino Unido con 6 millones de taeles de plata, y la cesión de la isla de Hong Kong.
Ni Elliot ni Qishan tenían el apoyo de sus respectivos gobiernos para alcanzar semejante acuerdo. El emperador Daoguang, al enterarse de los términos, entró en cólera, y degradó de manera fulminante a Qishan, acusándolo de haber firmado la Convención si su permiso. Ordenó el arresto de Qishan y su traslado a Pekín como un criminal; las propiedades de Qishan fueron confiscadas, y fue desterrado a la frontera oeste como parte de un destacamento militar. Elliot, por su parte, se encontró con la oposición de Lord Palmerston, el ministro de asuntos exteriores británico, que lo destituyó en el momento en que se enteró de la firma del tratado, y se negó a convalidarlo aduciendo que las pérdidas británicas en el conflicto eran muy superiores a la indemnización conseguida.
La Primera Guerra del Opio continuó sin la presencia ni de Qishan ni de Elliot. Luego de la firma del Tratado de Nankín en 1842, dando fin al conflicto en términos mucho peores para China que los que Qishan había negociado, Daoguang lo perdonó, y lo restituyó en su rango de mandarín.
Pese a ello, no recobró inmediatamente el favor imperial. Hubo de pasar 5 años de destierro como el Amban (representante imperial) de Tíbet (1842-1847). Posteriormente, sirvió de nuevo como virrey de Sichuan (1846-1849) y virrey de Shaan-Gan (1849-1851).
En 1852, durante el reinado del emperador Xianfeng, Qishan fue nombrado comisario imperial encargado de sofocar la Rebelión Taiping. Estableció el "Campamento Jiangbei" (江北大營), en la ribera norte del Yangtsé junto a Yangzhou, donde se estacionaron 18.000 tropas. Falleció en otoño de 1854 en ese campamento, y por sus servicios al trono los Qing le concedieron el nombre póstumo de "Wenqin" (文勤).